# Jaroslav Bradáč
Jaroslav Bradáč (17. července 1876 Paceřice – 29. května 1938 Přeštice) byl český učitel a hudební skladatel.

## Život
Pocházel z hudební rodiny. Narodil se v Paceřicích v rodině učitele Josefa Bradáče a jeho ženy Marie roz. Pohorské. Oba jeho bratři, Ladislav Bradáč a Otakar Bradáč, byli rovněž hudební skladatelé. Vystudoval učitelský ústav v Jičíně. V roce 1896 se stal učitelem na obecné škole v Přešticích. Vedle učitelského povolání soukromě studoval hudbu. Jeho učiteli byli Vítězslav Novák a Zdeněk Fibich. V letech 1904–1910 učil zpěv na reálce v Plzni.
Byl nadšeným sběratelem lidových písní západočeského regionu. Zanechal na 8 tisíc notových zápisů. Řadu písní posléze opatřil klavírním doprovodem a vydal tiskem. Z tradic lidové písně vycházela i jeho vlastní tvorba.

## Dílo

### Instrumentální hudba
- Národní tanečky (klavír – 1900)
- Obrázky z Lochotína (klavír – 1917)
- Houslová kvarteta (1905)
- Houslová terceta (1906)
- Selanka (smyčcový kvartet – 1909)
- U Eliščina pramene (malý orchestr – 1911)

### Písně
- Písně v národním tónu (1905)
- Plzeňské národní písně (1907)
- Sulislavské národní písně (1909)
- Plzeňské písničky (1910)
- Obžínky (hudební hra – 1905)

### Pedagogická literatura
- Škola stupnic pro klavír (1924)
- Hudební slabikář
- Příprava dvojhlasu
- Poupátka (zpěvník pro školy)